# 주제네바 조선민주주의인민공화국 대표부
주제네바 조선민주주의인민공화국 대표부(영어: Permanent Mission of the Democratic People's Republic of Korea in Geneva)는 스위스 제네바에 있는 조선민주주의인민공화국의 재외 공관이다.

## 상세
1973년 11월 8일에 옵서버대표부로 개설되었다. 1991년 남북의 유엔 동시 가입이 이뤄지면서 주제네바 조선민주주의인민공화국 대표부로 격상되었다. 2024년을 기준으로 6명의 직원이 근무하고 있다.

## 역대 대사
- 최진수[4]
- 리수용[5]
- 서세평
- 한대성
- 조철수

## 같이 보기
- 조선민주주의인민공화국의 대외 관계
- 한국과 유엔
- 조선민주주의인민공화국의 재외공관 목록